# 华丽八色鸫
华丽八色鸫（学名：Pitta elegans），是八色鸫科八色鸫属的一种，分布于东帝汶和印度尼西亚。该物种的保护状况被评为无危。
华丽八色鸫的平均体重约为62.0克。栖息地包括亚热带或热带的（低地）湿润疏灌丛、亚热带或热带的湿润低地林、亚热带或热带的旱林、耕地、亚热带或热带的沼泽林和亚热带或热带严重退化的前森林。